# Concorso (ordinamento italiano)
Il concorso, nell'ordinamento italiano, è la principale modalità di accesso agli impieghi della pubblica amministrazione italiana.
I concorsi emanati fino al 1º novembre 2022 venivano pubblicati Gazzetta Ufficiale della Repubblica Italiana, dopo l'entrata in vigore del DPR 16 giugno 2023, n. 82, sono pubblicati esclusivamente, sul sito web Portale inPA, anche se l'amministrazione interessata può pubblicarne anche sul proprio sito istituzionale.

## Il fondamento normativo
La costituzione della Repubblica Italiana prescrive il superamento di un concorso:
- per l'accesso agli impieghi nella pubblica amministrazione italiana, salvo i casi stabiliti dalla legge (art. 97, comma 3°);
- per l'accesso alla magistratura italiana (art. 106, comma 1°).[2]

Delle due disposizioni, la seconda non ammette eccezioni, fuorché quelle indicate nei due commi successivi dello stesso art. 106; la prima, invece, consente alla legge di stabilire eccezioni. In merito, la giurisprudenza in tema ha affermato che in un ordinamento democratico - che affida all'azione dell'amministrazione, separata nettamente da quella di governo (politica per definizione), il perseguimento delle finalità pubbliche obiettivate dall'ordinamento - il concorso pubblico, quale meccanismo di selezione tecnica e neutrale dei più capaci, resta il metodo migliore per la provvista di organi chiamati a esercitare le proprie funzioni in condizioni d'imparzialità e al servizio esclusivo dello Stato. Valore, quest'ultimo, in relazione al quale il principio posto dall'art. 97 Cost. impone che l'esame del merito sia indipendente da ogni considerazione connessa alle condizioni personali dei vari concorrenti.
Deroghe alla regola del concorso, da parte del legislatore, sono ammissibili soltanto nei limiti segnati dall'esigenza di garantire il buon andamento dell'amministrazione o di attuare altri principi di rilievo costituzionale, che possano assumere importanza per la peculiarità degli uffici di volta in volta considerati: ad esempio, quando si tratti di uffici destinati in modo diretto alla collaborazione con gli organi politici o al supporto dei medesimi.

## Caratteristiche e principi
I principi giuridici cui rispondono i concorsi pubblici vengono esplicitamente citati nel testo unico sul pubblico impiego del 2001 e possono essere sintetizzati in:
- adeguata pubblicità alla selezione e metodi di svolgimento che ne garantiscano un iter rapido e improntato all'economicità;
- adozione di meccanismi oggettivi e trasparenti;
- rispetto delle pari opportunità;
- decentramento della procedura, ovvero l'utilizzo di sedi geograficamente decentrate per consentire la più alta partecipazione;
- commissioni composte da membri autorevoli e indipendenti;
- possibilità di richiedere possesso di particolari titoli di studio, ad esempio dottorato di ricerca,  master universitario o l'essere stati titolari per almeno due anni di contratti di ricerca.

## Disciplina normativa generale
Le disposizioni generali sono contenute nel d.lgs. 30 marzo 2001, n. 165, mentre le modalità di svolgimento dei concorsi e dell'accesso agli impieghi sono rispettivamente disciplinati dal D.P.R. 3 maggio 1957 n. 686 e dal Decreto del presidente della Repubblica 9 maggio 1994 n. 487; salvo disposizioni specifiche per particolari settori ad esempio per personale del settore sanitario, i concorsi di tale settore sono disciplinati dal D.P.R. 27 marzo 2001, n. 220 (per il personale non dirigenziale) e per dal 10 dicembre 1997, n. 483 (per il personale dirigenziale). A decorrere dal 1° gennaio 2014 il reclutamento avviene per concorsi unici organizzati Dipartimento della funzione pubblica della Presidenza del Consiglio dei ministri della Repubblica Italiana,ferme restando le norma circa la disciplina del corso-concorso bandito dalla scuola nazionale dell'amministrazione ai sensi del d.P.R. 16 aprile 2013, n. 70, tuttavia ove ne ricorrano le condizioni, i concorsi possono essere organizzati su base territoriale.
Sono emanati con un apposito atto detto "bando di concorso", e possono essere principalmente di tre tipologie:
- concorso per esami;
- concorso per titoli ed esami;
- corso-concorso.

Nel caso sia previsto il riconoscimento e la valutazione di titoli, la legge 19 giugno 2019, n. 56 ha affermato che l'attribuzione di un punteggio eventualmente stabilito dal bando riguardo a essi non possa essere superiore a un terzo del punteggio complessivo attribuibile. Ai sensi della legge 15 maggio 1997, n. 127 la partecipazione a concorsi indetti dalla pubblica amministrazione non è soggetta a limiti di età, salvo eventuali deroghe dettate da regolamenti delle singole amministrazioni connesse alla natura del servizio o a oggettive necessità. Ai sensi del decreto legge 9 febbraio 2012, n. 5 - convertito in legge 4 aprile 2012, n. 35 - le domande per partecipare a concorsi banditi da enti centrali della pubblica amministrazione italiana e delle forze armate italiane a decorrere dal 30 giugno 2012 devono essere presentate esclusivamente online, sebbene la circolare del ministero per la funzione pubblica del 3 settembre 2010, n. 12 ha precisato che si possa utilizzare anche una casella di posta elettronica certificata.
La durata delle graduatorie per l'assunzione di personale presso le pubbliche amministrazioni italiane è di 2 anni dalla data di pubblicazione, fatti salvi i periodi di vigenza inferiori previsti da leggi regionali o particolari disposizioni, ad esempio a norma del TUEL, per gli enti locali la durata delle graduatorie è fissata in 3 anni dalla data di pubblicazioneLa direttiva del Ministro per la semplificazione e la pubblica amministrazione del 3 aprile 2018 ha emanato linee guida per l'organizzazione e lo svolgimento dei concorsi, stabilendo la centralizzazione per quelli relativi alla selezione del personale nelle amministrazioni centrali; la legge 30 dicembre 2018, n. 145 (legge di bilancio per l'anno 2019) ha disposto che le graduatorie dei concorsi per il reclutamento del personale le pubbliche amministrazioni italiane siano utilizzate esclusivamente per la copertura dei posti messi a concorso.  Vi può essere anche una preferenza di legge secondo la normativa vigente per alcune specifiche categorie: ciò comporta che, a parità di merito dei normali criteri selettivi del concorso, alcune categorie possano usufruire di criteri preferenziali di accesso ai posti oggetto di concorso.  
Dopo la conclusione di un concorso, è ordinariamente previsto che i vincitori siano sottoposti a un periodo di prova, terminato il quale sono automaticamente confermati in servizio oppure no, qualora intervenga la volontà dell'ente di recedere.

## Le fasi
I vari momenti nello svolgimento possono essere sinteticamente schematizzate:
1. Un ente decide di avviare il concorso, stabilendo requisiti e modalità per la presentazione delle candidature, nonché criteri e modalità per la valutazione dei candidati e la formazione della graduatoria finale;
2. al concorso e alle regole del suo svolgimento viene data adeguata pubblicità, per dar modo a tutti coloro che possiedono i requisiti di presentare la candidatura (quelli che la presentano sono detti candidati o concorrenti);
3. le candidature vengono sottoposte a un primo vaglio, escludendo quelle che non possiedono i requisiti o non sono state presentate nelle forme stabilite;
4. si procede, ove prevista, alla valutazione dei titoli presentati da ciascun candidato, che possono consistere in titoli di studio o esperienze lavorative pregresse, pubblicazioni letterarie di vario tipo
5. ove siano previsti esami, i candidati sono sottoposti a prove di vario genere, che possono consistere in dissertazioni scritte su temi prestabiliti, risposte a quiz, colloqui durante i quali devono rispondere a domande poste oralmente, attività pratiche che simulano quelle da svolgere nelle posizioni a concorso;
6. sulla base dalle valutazioni attribuite in ciascuna prova d'esame e ai titoli, viene formata, secondo i criteri prefissati, una graduatoria che elenca i candidati ritenuti idonei a ricoprire le posizioni a concorso e li ordina secondo la maggiore idoneità;
7. vengono selezionati coloro che sono meglio collocati nella graduatoria, in numero pari ai posti da assegnare; può essere stabilito che la graduatoria resti in vigore per un certo tempo, potendo così essere utilizzata per assegnare gli ulteriori posti che divenissero successivamente disponibili. I vincitori del concorso così selezionati sono, quindi, un sottoinsieme degli idonei; d'altra parte, questi ultimi, in base all'esito del concorso, potrebbero essere in numero minore dei posti da assegnare, nel qual caso resterebbero posti vacanti.

## Eccezioni
Alla procedura ordinaria di accesso tramite concorso vi sono talune eccezioni stabilite con legge o consolidatesi per giurisprudenza. 

### Categorie protette
Rientrano in questa categoria i disabili e gli organi di vittime del dovere e del terrorismo. È previsto che l'assunzione di questo tipo di personale avvenga per chiamata numerica attraverso i Centri per l'impiego oppure, in taluni casi tassativamente normati, per chiamata diretta.

### Limiti alla partecipazione
In ottemperanza al Trattato sul funzionamento dell'Unione europea (TFUE), il Testo unico stabilisce che "i cittadini degli Stati membri dell'Unione europea (...) possono accedere ai posti di lavoro presso le amministrazioni pubbliche che non implicano esercizio diretto o indiretto di pubblici poteri, ovvero non attengono alla tutela dell'interesse nazionale".
Tale disposizione è da intendersi riferita ai cosiddetti poteri di stampo pubblicistico che implichino coercizione e autorità e costituisce, pertanto, una limitazione della partecipazione da parte dei cittadini non italiani ai concorsi pubblici.

### Personale con il titolo della scuola dell'obbligo
Gli inquadramenti gerarchicamente più bassi, che richiedono il titolo di accesso della scuola dell'obbligo, avvengono anch'essi tramite avviamento numerico tramite i Centri per l'impiego.

### Stabilizzazione dei precari
La cosiddetta stabilizzazione di personale precario è ammessa, con rigorosi limiti, da parte della giustizia amministrativa che ha sancito, pur identificando il concorso pubblico come la forma di reclutamento generale ed ordinaria, come la pubblica amministrazione possa prevedere "percentuali rigorose entro cui si danno selezioni mirate a favore d’una platea astrattamente predefinita, che ha già dato lunga e reiterata prova di servizio e verso cui finora non v’erano state certi e tempestivi metodi di reclutamento ordinario". Tale previsione rientra nel principio di buon andamento della pubblica amministrazione e assolve al diritto di tutti i cittadini di accedere agli uffici pubblici.

## Lo scorrimento delle graduatorie
In base al principio di economicità e di buon andamento, le pubbliche amministrazioni hanno la facoltà di utilizzare le graduatorie derivanti dai concorsi anche dopo il termine della procedura, purché le stesse siano ancora in vigore ai sensi di legge. Questo meccanismo è noto come scorrimento e consente di proporre un contratto di lavoro anche agli idonei non vincitori, qualora vi siano ulteriori unità da coprire nel fabbisogno assunzionale. 
In merito ai posti vacanti, si ritiene prevalentemente in giurisprudenza che la modalità preferibile per la loro copertura sia appunto quella dello scorrimento, fatte salve le eccezioni che derivano da una modifica del profilo professionale del personale, che giustificano quindi un nuovo concorso, o dalla necessità di indire concorsi periodicamente.

### Limitazioni previste
Con decreto-legge 22 giugno 2023, n. 75 (mediaticamente noto come Decreto PA bis), convertito con modifiche in Legge 10 agosto 2023, n. 112, è stato riformulato l'art. 35 comma 5-ter del testo unico sul pubblico impiego (TUPI), introducendo una disposizione che impone che siano considerati idonei "i candidati collocati nella graduatoria finale dopo l'ultimo candidato vincitore, in numero non superiore al 20 per cento dei posti messi a concorso". Questa disposizione è stata giornalisticamente definita in modo emblematico come "norma taglia-idonei", anche con riferimento alla precedente formulazione di cui al decreto-legge 22 aprile 2023, n. 44 convertito in legge 21 giugno 2023, n. 74; compare anche in documenti ufficiali della pubblica amministrazione.
L'art. 35 comma 5-ter TUPI prevede peraltro delle eccezioni all'applicazione della norma taglia-idonei, di seguito elencate:
- concorsi del personale sanitario e socio-sanitario
- concorsi del personale educativo e scolastico, compreso quello impiegato nei servizi educativo-scolastici gestiti direttamente dai comuni e dalle unioni di comuni, e dei ricercatori
- concorsi del personale in regime di diritto pubblico (art. 3 d.lgs. 165/2001);
- concorsi banditi dalle regioni, dalle province, dagli enti locali che prevedano un numero di posti messi a concorso non superiore a venti unità;
- concorsi banditi dai comuni con popolazione inferiore a 3.000 abitanti;
- selezioni per l'assunzione di personale a tempo determinato.

## Le critiche
C'è stato chi ha criticato la natura poco innovativa di questo metodo di ingresso nell'amministrazione pubblica, come ad esempio riportato da Raffaele Cantone durante la sua presidenza all'ANAC riguardo al comparto universitario, che privilegerebbe profili nozionistici inadeguati anche nella selezione del personale docente in Italia per la didattica nella scuola italiana.